# Ixcamilpa de Guerrero
Ixcamilpa de Guerrero község Mexikó Puebla államának Mixteca régiójában, Guerrero állam határán. Lakossága 2010-ben 3695 fő volt, a községközpont Ixcamilpa. Az 1930-ban önállósodott község neve a navatl nyelvből ered, ahol az ichcatla gyapotot vagy gyapjút/juhot jelent, a milli ültetvényt, a pa pedig helyhatározó rag, így a teljes név jelentése gyapotföldeken vagy juhok földjén lehet.

## Fekvése
A Puebla állam délnyugati csücskében, az állam fővárosától, Pueblától légvonalban kb. 120 km-re fekvő község területét nagyrészt erdővel borított hegyek foglalják el. A községközpont egy kb. 700 méter tengerszint feletti magasságban fekvő völgyben épült fel, a környező hegyek (a Misték-hegység részei) között 1600-1700 magasra felnyúlóak is előfordulnak. A községet kettészeli a keletről nyugatra igyekvő Atoyac folyó, és annak fő mellékfolyója, a Tlapaneco is. A torkolat a Ixcamilpa de Guerrero és Guerrero állam határán található, mintegy 660 méteres tengerszint feletti magasságban. A község területe viszonylag gazdag ásványkincsekben: arany, ezüst, ólom, réz, cink és kalcium-foszfát is előfordul.

## Élővilág
A község nagy részét magyaltölgyes erdők borítják, a cserjeszinten megtalálhatjuk még például a Byrsonima crassifolia nevű Malpighi-cserjét, caesalpiniákat és a pseudosmodingium nemzetséghez tartozó szömörceféléket. Az erdők egy részét azonban már kivágták, hogy mezőgazdaságilag hasznosíthatsák az így felszabaduló területeket.

## Népesség
A község lakóinak száma a közelmúltban hullámzott: voltak időszakok, amikor csökkent, voltak, amikor nőtt. A változásokat szemlélteti az alábbi táblázat:
| Év   | Lakosság |
| ---- | -------- |
| 1990 | 4540     |
| 1995 | 4302     |
| 2000 | 4614     |
| 2005 | 3602     |
| 2010 | 3695     |

## Települései
A községben 2010-ben 10 lakott helyet tartottak nyilván:
| Település                | Lakosság (2010) |
| ------------------------ | --------------- |
| Ixcamilpa                | 1354            |
| Toltecamila              | 696             |
| Buenavista de Zapata     | 422             |
| El Organal               | 269             |
| San Miguel Ahuelitlalpan | 263             |
| Linderos del Sur         | 179             |
| Tlanipatla               | 168             |
| Cuatlaxtecoma            | 136             |
| El Frutillo              | 123             |
| Cuaguexquitepec          | 85              |